# Kotchkor-Ata
Kotchkor-Ata (en kirghiz et en russe : Кочкор-Ата) est une ville de la province de Naryn, au Kirghizstan. Elle ne doit pas être confondue avec la ville de Kotchkor plus au nord dans la montagne. Elle est située au nord-ouest de la grande ville de Jalal-Abad, sur la principale route Bichkek – Och, à quelque 16 km de la frontière de l'Ouzbékistan. Sa population, en baisse du fait du départ de la population qualifiée et d'Ouzbeks (après les conflits interethniques de 2010), s'élevait à 16 831 habitants en 2017 et à 16 200 habitants en 2009.

## Histoire
Pendant l'ère soviétique, la localité était connue pour ses riches puits de pétrole. Fondée en 1952 pour l'exploitation des gisements, elle a reçu le statut de ville en 2003.
La ville est hautement contrastée avec le centre-ville, le bazar et les bâtiments municipaux de style typiquement soviétique. Les grandes structures de béton sont peintes en couleurs vives le long des avenues centrales et des grandes places. La propagande soviétique est toujours encadrée sur de vieux panneaux et des affiches proclamant « Le pétrole est la force du peuple » sont toujours en place (en 2018). Cependant en dehors du centre-ville, Kochkor-Ata est pauvre avec des petites baraques et des maisons alignées de près les unes contre les autres. L'élevage et de petit commerce fournissent à un grand nombre des habitants une source complémentaire de revenus.
L'ex-président kirghize Askar Akaïev a fait construire sur ses propres fonds un marché aux vêtements d'architecture moderne[réf. nécessaire].

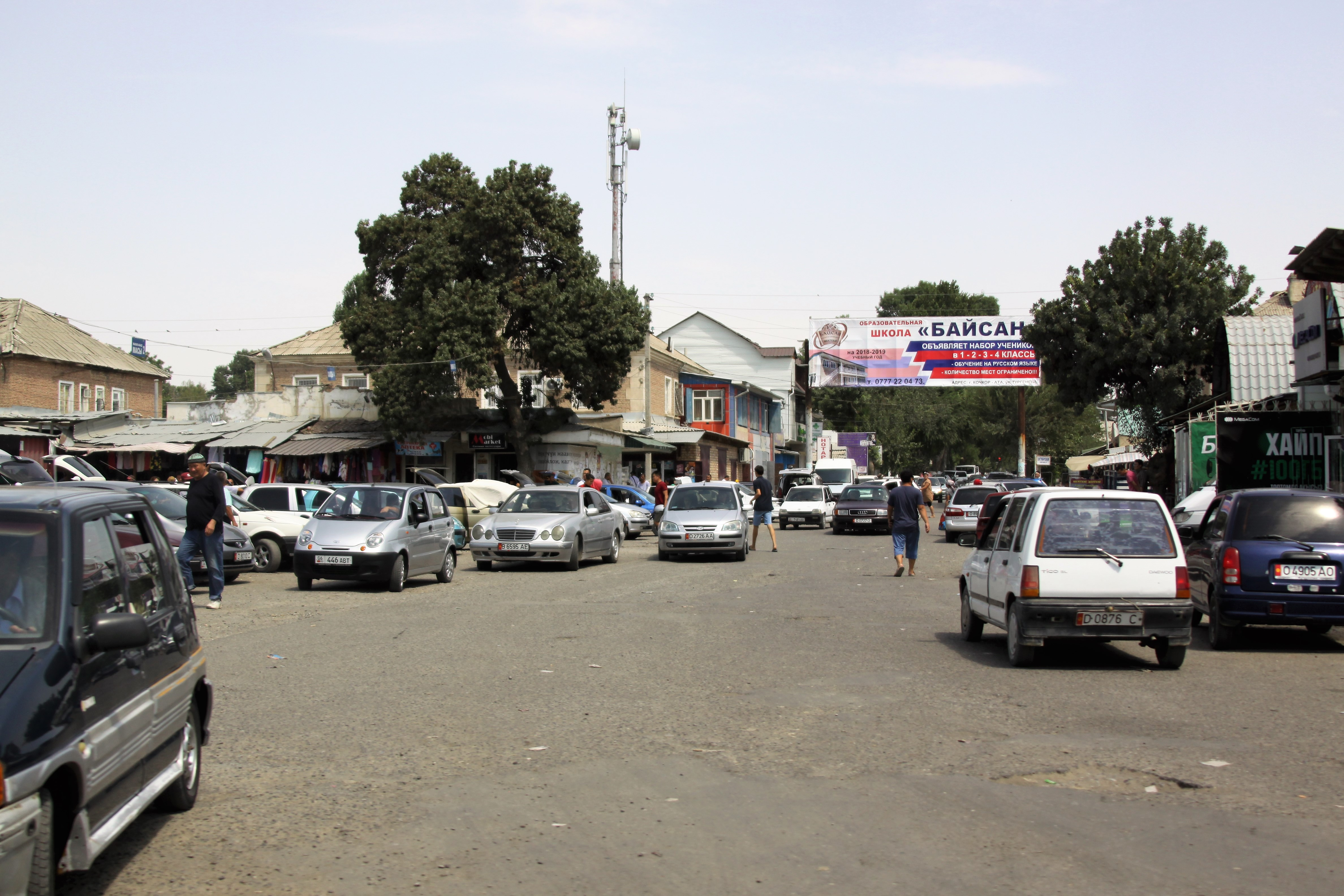
Kirghizistan 2018 - Extérieur du bazar.

L'un des plus grands gisements de pétrole de la région de Kochkor-Ata a été racheté par des entreprises et des intérêts chinois.

## Infrastructures
La ville dispose de quatre écoles secondaires du premier cycle: une école russe, un pensionnat kirghize, et de deux autres écoles ordinaires kirghizes. La ville heberge aussi un stade de football récent, construit grâce aux fonds d'une importante société pétrolière kirghize, KNG. Un complexe hospitalier a été également construit.

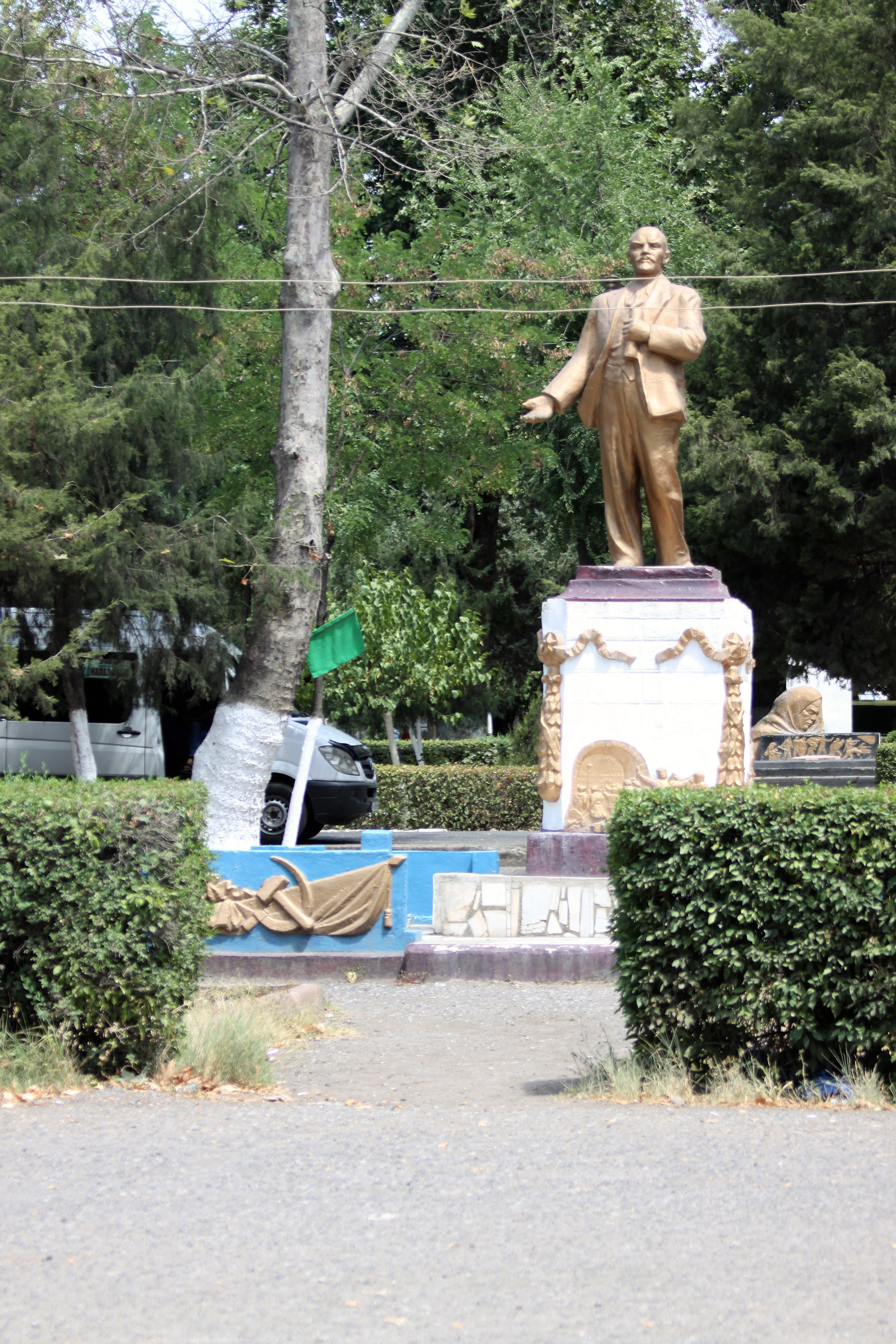
Kirghizistan 2018 - Statue de Lénine au centre-ville